# Elbe-Havelkanalen

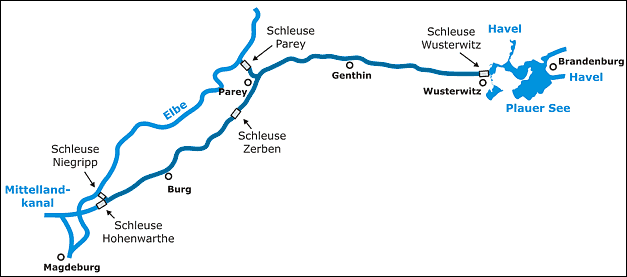
Elbe-Havelkanelens sträckning

Elbe–Havelskanalen är en 56 kilometer lång farled i Tyskland. Den länkar staden Magdeburgs hamn vid floden Elbe med staden Brandenburg vid floden Havel.
Kanalen är också en del av en vattenväg som förbinder västra Tyskland med exempelvis Berlin och vidare till Polen. Elbe-Havel ansluter åt väster med Mittellandkanalen av Magdeburgs kanalbro, som är en större akvedukt som korsar floden Elbe. Åt öst förbinds floden Havel till floden Oder via Oder-Havelkanalen.

## Slussar

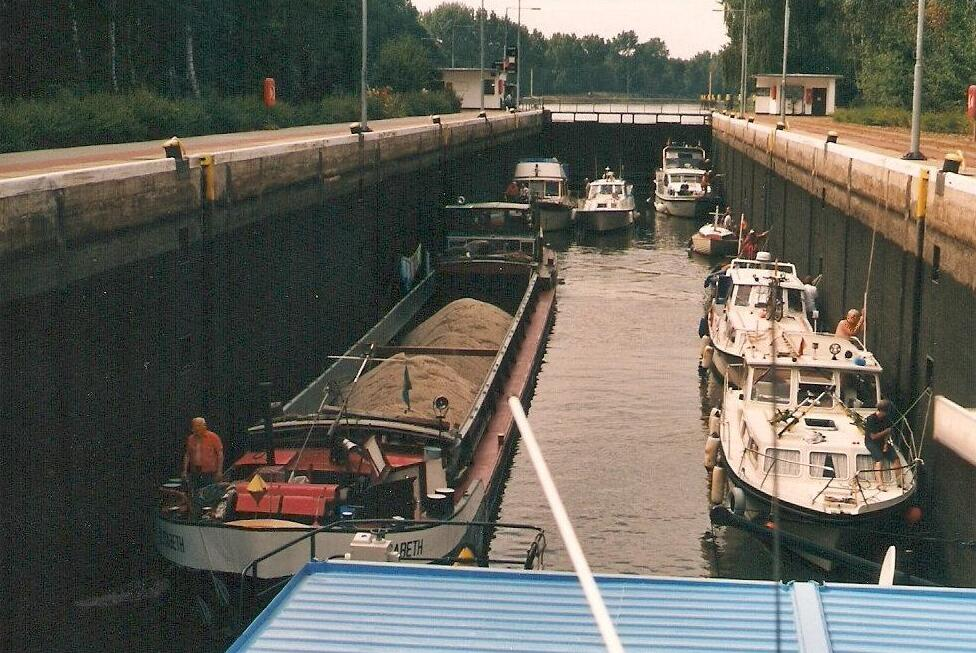
Zerbens sluss, med vy åt väster

Förutom slusstrappan vid Niegripp och Hohenwarte vid Magdeburgs kanalbro finns det två äldre slussar i var ände av den övre kanalsträckan.
Slussen vid Zerben byggdes mellan december 1934 och slutet av 1938. I anslutning till slussen finns en höj- och sänkbar säkerhetsport, som begränsar vattenflödet vid eventuella problem. Den högsta fallhöjden är 5,82 meter och den lägsta 3,76 meter.
Slussen vid Wusterwitz byggdes mellan 1927 och juli 1930. Denna sluss har en liknande anordning för att begränsa oönskat vattenflöde som Zerbens sluss har. Den högsta fallhöjden är 5,09 meter och den lägsta är 2,65 meter.
Slussportarna renoverades ganska omfattande mellan 1956 och 1958, och det finns långt gångna planer på att bygga ut slussarna för att klara längre och mer djupgående transporter. Vid Zerben kommer slusskamrarna efter uppgraderingen att ha en längd av 190 meter och en bredd på 12,5 meter med en fallhöjd på mellan 4,85 och 5,5 meter. Fyllningen ska skötas av två pumpar som tillsammans klarar att pumpa 4,2 kubikmeter per sekund.
- Zerben 52°20′47.55″N 11°57′51.04″Ö / 52.3465417°N 11.9641778°Ö
- Wusterwitz 52°23′33.95″N 12°21′40.07″Ö / 52.3927639°N 12.3611306°Ö